# HD 74156 d
HD 74156 d – niepotwierdzona planeta pozasłoneczna okrążająca gwiazdę HD 74156. Jest to gazowy olbrzym o masie ok. 40% masy Jowisza, krążący w ekosferze gwiazdy.

## Odkrycie
Jest to pierwsza planeta pozasłoneczna, której istnienie zostało przewidziane teoretycznie, zanim została odkryta. Model komputerowy użyty do symulowania układu HD 74156 sugerował, że pomiędzy orbitami dwóch masywniejszych planet układu mogą istnieć stabilne orbity. Badania zmian prędkości radialnej gwiazdy doprowadziły do odkrycia przewidywanej planety.

## Kontrowersje
W 2009 roku Roman V. Baluev zasugerował, że obserwowany efekt może być wynikiem błędnej interpretacji danych, a planeta może w rzeczywistości nie istnieć. Również kolejne badania przeprowadzone przez zespół, którym kierował Stefano Meschiari sugerują, że planeta ta nie istnieje.